# Stella (gruppo musicale)
Stella è stato un gruppo pop-rock finlandese, formatosi nel 2002 nella città di Joensuu.
Il suo primo singolo, Hiekka, è stato pubblicato nel 2003 per l'etichetta discografica Sony Music Entertainment.

## Componenti
- Marja Tahvanainen (6 novembre 1979 - 29 maggio 2018) – voce
- Heikki Marttila (3 ottobre 1977) – chitarra
- Janne Sivonen (18 maggio 1979) – chitarra e tastiere
- Tuomas Tahvanainen (21 novembre 1978) – basso
- Matti Virkkunen (12 aprile 1981) – batteria

## Discografia
- 2004 – Kuuntelija
- 2006 – Pelkääjän paikalla
- 2008 – Löytäjä saa pitää
- 2011 – Jokin on muuttumassa